# Renault Argos
Pour les articles homonymes, voir Argos.
Renault Argos est un concept car dessiné par Jean-Pierre Ploué sous la direction de Patrick Le Quément. C'est un petit roadster léger de 750 kg à 3 places, dévoilé au public au salon de Genève de 1994. Avec ce concept Renault a voulu rompre avec le bio-design. Présenté comme une étude de style, il n'a jamais eu pour vocation de préfigurer un véhicule de série.

## Présentation
Renault Argos est construit sur une plate-forme de Twingo I. Cabriolet de trois place, il se présente sous la forme d'une barquette sans pare-brise, si ce n'est un saute-vent escamotable. Les rétroviseurs sont quand eux rétractables, et ne sortent des ailes qu'une fois le moteur allumé, qui est refroidi par des ailettes rétractables,. Les portes quant à elles glissent et disparaissent dans les ailes arrière du véhicule. Ainsi dépouillées, les surfaces du véhicule sont lisses et épurées.
Le design extérieur de l'Argos puise son inspiration dans l'architecture. D'esprit Bauhaus, le véhicule évoque également les travaux de l'architecte français Le Corbusier. Le nom du concept-car appliqué sur les flancs du véhicule, Argos Esprit Nouveau 1994, fait d'ailleurs référence à la revue L'esprit Nouveau. Ces inspirations se retrouvent dans le choix, la texture et l'apparence des matériaux, dans les formes du véhicule qui sont très simples, avec les faces avant et arrière presque symétriques, et dans les détails, tels que les rivets sur ses flancs.
Le design intérieur du concept-car est également épuré. Ainsi, le levier de vitesse est miniaturisé et placé près du volant, et non pas au centre de l'habitacle comme sur les véhicules Renault de série de cette époque. Le siège arrière est un sofa situé dans le creux formé par le coffre qui s'ouvre tel un piano à queue.

## Influences
Le concept-car Renault Argos a eu une influence a la fois sur de futurs modèles et concept-car de la marque mais a également eu une aura plus globale dans l'industrie automobile.

### Influence chez Renault

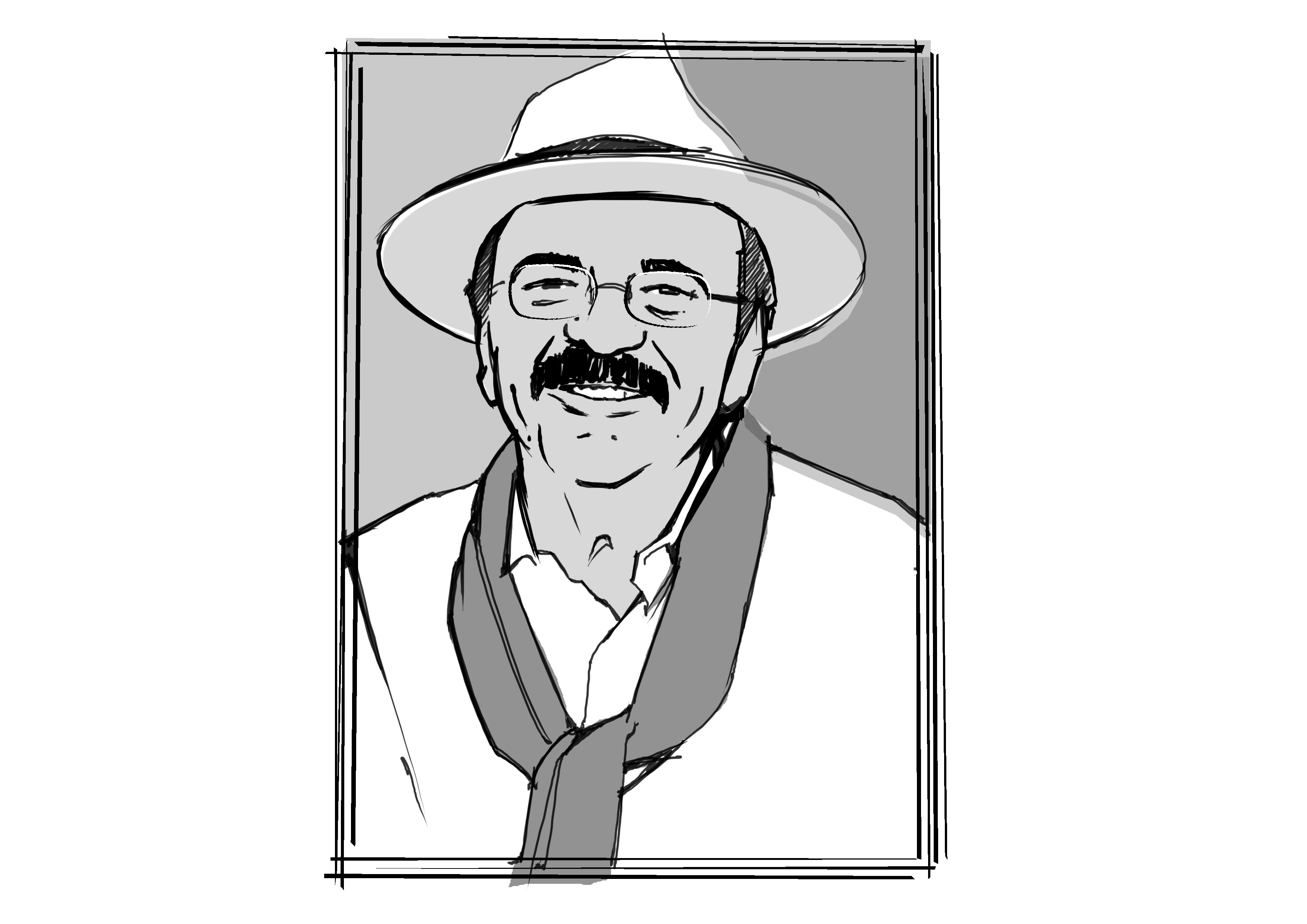
Portrait de Patrick Le Quément

Pour Patrick Le Quément l'Argos est un manifeste qui annonce l'avenir du design automobile. Le design de l'Argos tranche avec les design précédent de la marque, et plus généralement avec les design automobiles de l'époque. C'est une rupture avec le bio-design alors en vogue.

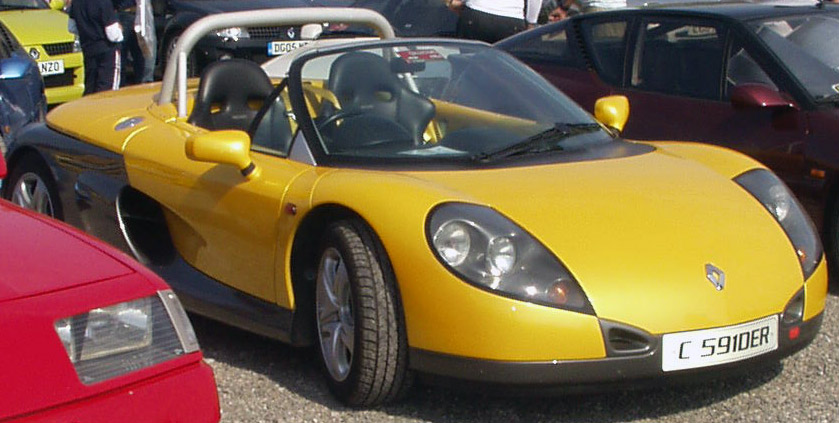
Renault Spider, à la croisement des concepts Laguna et Argos

Le design du véhicule inspirera en grande partie le futur Spider, un roadster léger produit entre 1996 et 1999. Si le Spider est préfiguré par le concept Renault Laguna de 1990 (à ne pas confondre avec le modèle de série Laguna ou avec le concept-car Renault Laguna Concept présenté en 2007), l'influence de l'Argos est nettement visible sur le design final du véhicule. Il perd des rondeurs du concept Laguna et devient beaucoup plus brut, comme l'Argos. Parmi les éléments repris de l'Argos, il y a notamment l'absence de pare-brise.
L'Argos préfigure également le design de la Clio II produite à partir de 1998. La face avant du véhicule de série est ainsi largement inspirée de celle du concept-car.
L'influence de l'Argos se retrouve également dans d'autres concept-car de la marque, tels que le Ludo la même année, le ZO en 1998, ou encore le concept-car Zoé de 2005 (à ne pas confondre avec le Zoé Concept), qui reprend la forme de la banquette arrière de l'Argos.
La marque Renault présentera en 2015 un concept-car, baptisé Corbusier en hommage à l'architecte Le Corbusier, à l'occasion du cinquantième anniversaire de son décès.

### Influences au-delà de la marque

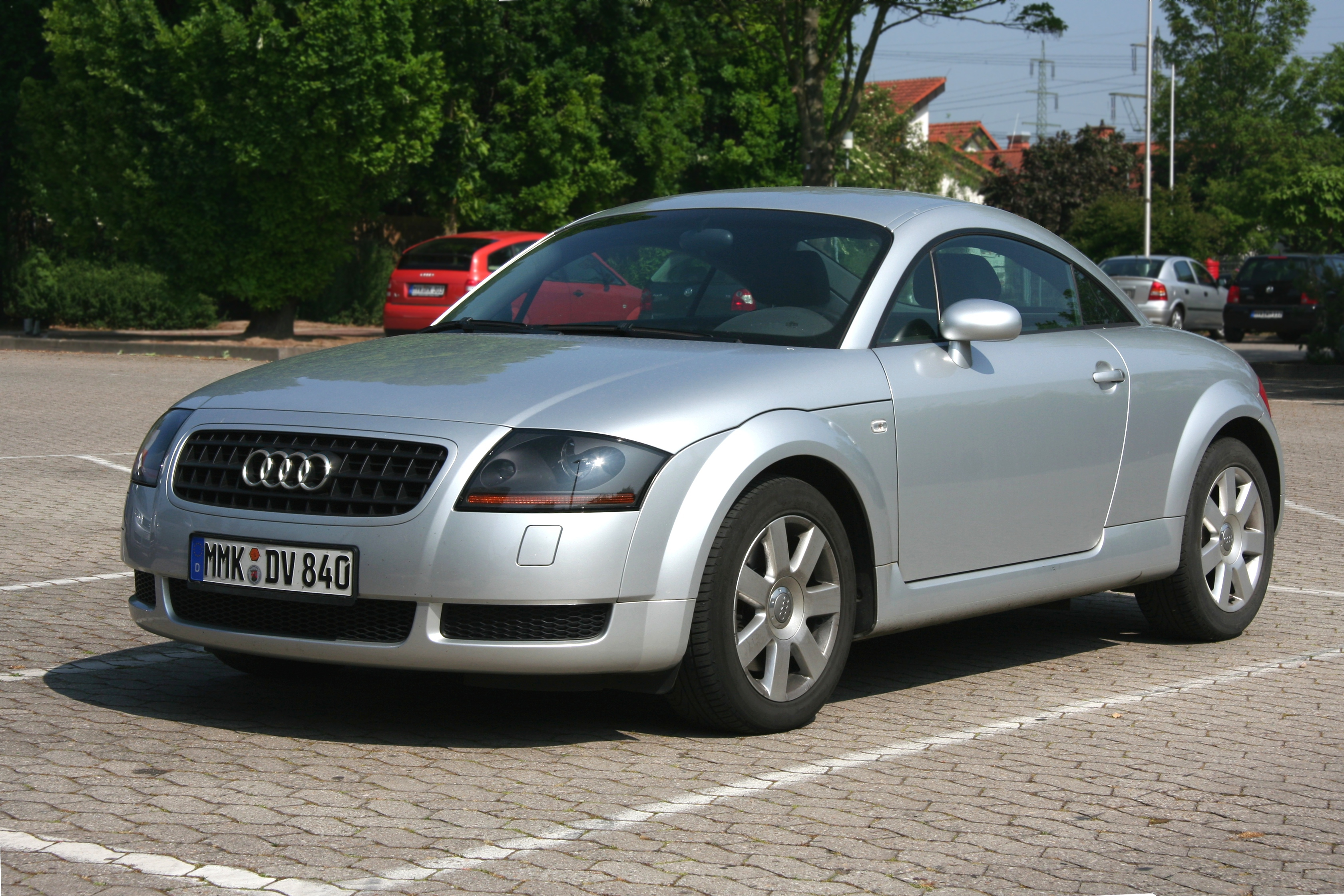
Audi TT de première génération

Quand en 1994 Renault présente l'Argos, Audi travaille également sur un projet d'un petit roadster sportif d'inspiration Bauhaus, qui donnera naissance à l'Audi TT. L'inspiration du concept de Renault se ressent dans le TT Concept d'Audi présenté l'année suivante, ainsi que dans le véhicule de série qui en découlera, l'Audi TT.
On trouve des éléments d'inspiration des mêmes courants architecturaux et artistiques que pour l'Argos dans les véhicules de la marque DS, quand le directeur du style de la marque sera Jean-Pierre Ploué, designer de l'Argos.
Plus généralement, la rupture en termes de design que représente l'Argos aura une influence sur d'autres marques, en préfigurant un retour à des formes simples et brutes.